# Kasteel Bleyendaal
Bleyendaal was een versterkt huis aan de Kleine Melmweg, dicht bij de Oude Kerk van Soest. Het huys stond aan de westzijde van de kruising met de Brinkweg, met het front naar de Brink. Van het kasteel is niets terug te vinden.

## Eerste vermelding
Het huis wordt voor het eerst genoemd in 1422, bij de belening van twee helften van een stenen kamer. Of Bleyendaal reeds in de tijd van Jacob van Gaasbeek (1390? - 1459) bestond, is onzeker. Bleyendaal behoorde tot de lenen van de Sint-Paulus-abdij behoorde. Uit een bisschoppelijke rekening uit 1377/78 staat vermeld Op desen dach (woensdag na. St. Katharina) na den eten reedt mijn heer (de bisschop) tot Zoes (om) daer recht te houden opt huys tot Zoes. Volgens Jo G. Hilhorst zou daarmee Bleyendaal bedoeld worden, in dat geval zou dit de oudste vermelding van het huis zijn.

## Geschiedenis
In een akte van maandag na Kerstmis 1422 staat dat Gherijt Zoes "Een hofstede met een steenen camer en met een stuk landt" afstaat en terug en als erfleen terug ontvangt en dat het zou vererven op zijn zoon Jan Zoes. In 1496 en 1501 wijst Jutte de Beer haar boer Gijsbert de Beer als erfgenaam aan, indien zij zonder kinderen zou sterven. In 1509 komen de tot die tijd twee halve stenen kamers in handen van Willem van Dorssen. In 1565 krijgt "Evert die Wijse" Bleyendaal als een onsterfelijk erfleen: De helft van een steene kamer met haar toebehoren, met de helft van de hofstede ende van de timmeringhe als op de voorsz. hofstede staat, gelegen tot Zoest. Evert de Wijs was een neef van Willem van der Borch, na wiens dood Evert beleend werd met den thient van Nederseldert, gelegen in dat oude goet ter Borch. In 1644 wordt Johan Kardoso eigenaar, tevens eigenaar van de Kampshoeve.
In 1847 wordt Bleyendaal door ds. J.J. Bos beschreven: Het Huis Bleijendaal, met bloemtuin en bosch er achter en er naast, doorloopende tot aan het dorpsvoetpad; de moestuin was over den Brink, strekkende naar de zijde van de Eem. Aan de westzijde werd de Plaats begrensd door eene boerderij, die nog in het midden van de 19de eeuw tot Bleijendaal behoorde, doch toen verkocht werd. Het Huis, zooals ik het gekend heb, was een groot vierkant steenen gebouw van twee verdiepingen, natuurlijk, (hoe zou het in dien tijd ook anders?), gepleisterd! In het midden, waar de hoofdingang was, sprong een gedeelte 1 à 2 m. vooruit, doch dit was beneden aan de voorzijde open.

## Afbraak
Na vele andere eigenaren wordt Frans Pieter Muysken eigenaar in 1853. Hij is ook eigenaar van de buitenplaats Middelwijk. In de akte wordt Bleyendaal genoemd: Een zeer aangenaam gelegen buitenverblijf, genaam Bleyendaal, met deszelfs kapitaal en wel doortimmerd Heeren huizinge, ruim koetshuis, paardenstalling, broeyery, moestuinen, koepel en in Engelschen smaak aangelegde en met uitmuntend opgaand geboomte en fijn bloemhout beplante wandelplaats. Na sloop van de boomgaard wordt Bleyendaal voor afbraak verkocht en wordt de grond bouwland.
Bij onderzoek 1982 door de Historische Vereniging van Soest werden slechts stenen, scherven en beenderen gevonden, maar geen fundering. De gevonden scherven dateerden uit de 15e tot de 18e eeuw.

## Boerderij Bleijendaal
Aan het Kerkepad-Zuidzijde nr. 99 staat een boerderij Bleijendaal

## Bewoners
- 1422 Gherijt Zoes
- Jan Zoes (zoon van Gherijt)
- - 1507/9 Henrick de Beer en Jutgen de Beer (zijn zuster)
- 1507/9 - 1554 Willem van Dorssen
- 1554 - 1565 Anna Willem van Dorssen en Wilhelmina Willem van Dorssens
- 1565 - 1601 Evert de Wijs
- 1601 - 1604 Geertruid Evertse de Wijs
- 1604 - 1610 Johan van den Berg
- 1610 - 1617 Mr. Elias van den Berg
- 1617 - 1634 Mr. Balthasar van den Berch
- 1634 - 1644 jonker Hendrik van den Berg
- 1644 - 1668 Johan Kardoso
- 1668 Isac Kardoso
- 1668 Isaac Govertsen de Weth en Jacomijntje Denijs
- David de Waal
- - 1692 Mr. Gerard Hamel
- 1692 - 1699 Juffrouw Susanna Veselaer
- ± 1800 - 1803 Jan Pollert
- 1803 - 1814 Antonie Jacob Schutter, getrouwd met Jacoba Schuijt
- 1814 - 1853 Jacoba Schuijt, hertrouwd met Hendrik Philip baron Snouckaert van Schauburg
- 1853 - 1875 Frans Pieter Muysken